# Палтиниш (Сибињ)
Палтиниш (рум. Păltiniș) насеље је у Румунији у округу Сибињ у општини Сибиу. Oпштина се налази на надморској висини од 1437 m.

## Становништво
Према подацима из 2002. године у насељу је живело 51 становника, од којих су сви румунске националности.